# Erik Fredrik Wrangel
Erik Fredrik Wrangel, född den 17 juli 1816 I Gällstads socken i Västergötland, död den 9 juli 1896 i Växjö, var en svensk militär, krigshistoriker och tonsättare. Han var far till Gustaf, Herman och Ewert Wrangel.
Wrangel var 1831–1834 student vid Lunds universitet och utnämndes 1837 till underlöjtnant vid Västgöta regemente, där han, som 1844 utexaminerats från Högre artilleriläroverket och 1845 förordnats till generalstabsofficer, 1861 utnämndes till major. Han tog 1865 avsked som överste i armén och utnämndes samma år till postinspektor i Växjö. Han var 1844–1846 lärare vid militärskolan i Skara, 1847–1849 vid militärskolan i Stockholm och 1858–1865 lärare i krigskonst och krigshistoria vid Högre artilleriläroverket samt tjänstgjorde 1848–1865 i Lantförsvarsdepartementets kommandoexpedition, sedan 1858 som souschef. 
Sedan Wrangel anonymt utgivit Kriget mellan Ryssland och Turkiet (1854) och dess fortsättning Österländska kriget 1854–1856 (1854–1857), utarbetade han efter av Kungl. Maj:t 1860 lämnat uppdrag och efter att under loppet av 1861 ha övervarit föreläsningarna vid åtskilliga utländska generalstabsofficersskolor Krigshistoriens grunddrag. Försök till lärobok för Krigshögskolan (3 delar, 1866–1885), det enda arbetet i sitt slag författat av en svensk. År 1851 blev han ledamot av Krigsvetenskapsakademien och redigerade 1860–1865 dennas "Handlingar och tidskrift", i vilka han skrev bland annat Berättelse öfver krigskonstens utveckling under åren 1853–1857 (1858). Wrangel komponerade därjämte melodiösa sånger, som vunnit popularitet inom den sjungande dilettantkretsen, som solosången Får du en vän och duetten Hör hur stilla vinden susar.